# Andriej Bachwałow
Andriej Pawłowicz Bachwałow (ros. Андрей Павлович Бахвалов; ur. 13 kwietnia 1963 w Moskwie) – rosyjski panczenista reprezentujący także Związek Radziecki, dwukrotny medalista mistrzostw świata.

## Kariera
Pierwszy sukces w karierze Andriej Bachwałow wywalczył w 1989 roku, kiedy zdobył brązowy medal podczas mistrzostw świata w wieloboju sprinterskim w Heerenveen. W zawodach tych wyprzedzili go jedynie inny reprezentant ZSRR, Ihar Żalazouski oraz Uwe-Jens Mey z NRD. Na rozgrywanych rok później mistrzostwach świata w Tromsø był drugi, rozdzielając na podium Bae Ki-tae z Korei Południowej i Ihara Żalazouskiego. W tej samej konkurencji był też między innymi czwarty podczas mistrzostw świata w West Allis w 1988 roku, gdzie walkę o medal przegrał z Erikiem Flaimem z USA. W tym samym roku brał też udział w igrzyskach olimpijskich w Calgary, zajmując jedenaste miejsce w biegu na 1000 m. Na rozgrywanych cztery lata później igrzyskach w Albertville na tym samym dystansie uplasował się na 25. pozycji. Wystąpił również na igrzyskach olimpijskich w Lillehammer w 1994 roku, gdzie zajął 16. miejsce na 500 m oraz 26. miejsce na dwukrotnie dłuższym dystansie. Wielokrotnie stawał na podium zawodów Pucharu Świata, odnosząc przy tym jedno zwycięstwo: 2 grudnia 1990 roku w Heerenveen wygrał bieg na 1000 m. Najlepsze wyniki osiągnął w sezonie 1990/1991, kiedy był czwarty w klasyfikacji końcowej na 500 m. W 1994 roku zakończył karierę.